# Manuela Mena
Manuela Beatriz Mena Marqués, más conocida como Manuela Mena (Madrid, 30 de enero de 1949) es una historiadora del arte que ha desempeñado el cargo de jefa de Conservación de Pintura del siglo XVIII y Goya del Museo Nacional del Prado de 2001 a 2018. Está considerada una de las mayores expertas mundiales del pintor español Francisco de Goya.

## Biografía
Es doctora en Historia del Arte por la Universidad Complutense (1976), especializándose en el dibujo y la pintura italiana del siglo XVII. Tras dedicarse a la docencia en la Universidad Autónoma de Madrid, de 1971 a 1981, ingresa en el Museo del Prado, por oposición, como conservadora de Dibujos y Estampas.
En junio de 2008 es responsable de un comunicado del Museo del Prado, emitido en rueda de prensa, en el que se afirmaba que el cuadro El coloso, tradicionalmente atribuido a Goya, era, «casi con toda seguridad», obra del pintor Asensio Juliá, amigo y colaborador del maestro aragonés. El análisis concluyó determinando, en enero de 2009, que el cuadro fue pintado por un discípulo de Goya indeterminado, sin ser capaz de asegurar que se tratase de Juliá. Fue comisaria de la exposición Goya en tiempos de guerra celebrada en el Prado en 2008 y de la exposición Goya y la corte ilustrada celebrada en Zaragoza del 28 de septiembre de 2017 al 21 de enero del 2018, y la coordinadora del catálogo de la muestra.
Está casada con el historiador del arte británico sir Norman Rosenthal, quien en 2012, dimitió como patrono del Museo Thyssen-Bornemisza en protesta por la venta de La esclusa, de John Constable.